# 天使营 (加利福尼亚州)
天使营（英語：Angels Camp），是美国加利福尼亚州卡拉韦拉斯县下属的一座城市。建市于1912年1月16日，面积大约为3.63平方英里（9.4平方公里）。根据2010年美国人口普查，该市有人口3,836人。